# Brisbane International 2015
Brisbane International 2015 byl společný tenisový turnaj mužského okruhu ATP World Tour a ženského okruhu WTA Tour, hraný v areálu Queensland Tennis Centre na otevřených dvorcích s tvrdým povrchem. Konal se na úvod sezóny mezi 4. až 10. lednem 2015 v brisbaneském Tennysonu jako sedmý ročník turnaje.
Mužská polovina se řadila do kategorie ATP World Tour 250 a její dotace činila 494 310 amerických dolarů. Ženská část s rozpočtem 1 milion dolarů byla součástí kategorie WTA Premier Tournaments. Turnaj představoval první událost Australian Open Series s vrcholem – úvodním grandslamem roku, Australian Open.
Nejvýše nasazenými tenisty v singlových soutěžích se stali světové dvojky Roger Federer ze Švýcarska a Maria Šarapovová z Ruska. Oba naplnili žebříčkové předpoklady favoritů. když dvouhry vyhráli. Federer finálovou výhrou zaznamenal jubilejní 1000. vítězný zápas v profesionálním tenisu a zařadil se tak po bok Jimmyho Connorse (1 253) a Ivana Lendla (1 071) jako třetí hráč, jenž tohoto výkonu dosáhl.

## Rozdělení bodů a finančních odměn

### Rozdělení bodů
| Soutěž       | vítězové | finalisté | semifinalisté | čtvrtfinalisté | 16 v kole | 32 v kole | Q  | Q3 | Q2 | Q1 |
| ------------ | -------- | --------- | ------------- | -------------- | --------- | --------- | -- | -- | -- | -- |
| dvouhra mužů | 250      | 150       | 90            | 45             | 20        | 0         | 12 | 6  | 0  | 0  |
| čtyřhra mužů | 250      | 150       | 90            | 45             | 0         |           |    |    |    |    |
| dvouhra žen  | 470      | 305       | 185           | 100            | 55        | 1         | 25 | 18 | 13 | 1  |
| čtyřhra žen  | 470      | 305       | 185           | 100            | 1         |           |    |    |    |    |

### Finanční odměny
| Soutěž            | vítězové | finalisté | semifinalisté | čtvrtfinalisté | 16 v kole | 32 v kole | Q3     | Q2     | Q1     |
| ----------------- | -------- | --------- | ------------- | -------------- | --------- | --------- | ------ | ------ | ------ |
| dvouhra mužů      | $82 040  | $43 210   | $23 405       | $13 335        | $7 860    | $4 655    | $750   | $360   |        |
| čtyřhra mužů      | $24 920  | $13 100   | $7 100        | $4 060         | $2 380    |           |        |        |        |
| dvouhra žen       | $195 026 | $104 014  | $55 827       | $22 141        | $11 874   | $6 477    | $3 327 | $1 770 | $1 003 |
| čtyřhra žen       | $45 576  | $23 987   | $13 194       | $6 716         | $3 640    |           |        |        |        |
| * – částka na pár |          |           |               |                |           |           |        |        |        |

## Dvouhra mužů

### Nasazení
| Stát                             | Hráč                | ATP | Nasazení |
| -------------------------------- | ------------------- | --- | -------- |
| Švýcarsko                        | Roger Federer       | 2   | 1        |
| Japonsko                         | Kei Nišikori        | 5   | 2        |
| Kanada                           | Milos Raonic        | 8   | 3        |
| Bulharsko                        | Grigor Dimitrov     | 11  | 4        |
| Jižní Afrika                     | Kevin Anderson      | 16  | 5        |
| Francie                          | Gilles Simon        | 21  | 6        |
| Ukrajina                         | Alexandr Dolgopolov | 23  | 7        |
| Francie                          | Julien Benneteau    | 25  | 8        |
| Žebříček ATP k 29. prosinci 2014 |                     |     |          |

### Jiné formy účasti
Následující hráčí obdrželi divokou kartu do hlavní soutěže:
- James Duckworth
- Thanasi Kokkinakis
- John Millman

Následující hráči postoupili z kvalifikace:
- Łukasz Kubot
- Denis Kudla
- Marius Copil
- Rhyne Williams

### Odhlášení
před zahájením turnaje
- Marin Čilić → nahradil jej Andrej Golubjev
- Donald Young → nahradil jej Marinko Matosevic
- Juan Martín del Potro → nahradil jej Samuel Groth

## Mužská čtyřhra

### Nasazení
| Stát                                                                                       | Hráč              | Stát      | Hráč             | WTA | Nasazení |
| ------------------------------------------------------------------------------------------ | ----------------- | --------- | ---------------- | --- | -------- |
| Nizozemsko                                                                                 | Jean-Julien Rojer | Rumunsko  | Horia Tecău      | 32  | 1        |
| Indie                                                                                      | Rohan Bopanna     | Kanada    | Daniel Nestor    | 34  | 2        |
| Švédsko                                                                                    | Robert Lindstedt  | Polsko    | Marcin Matkowski | 40  | 3        |
| Spojené státy                                                                              | Eric Butorac      | Austrálie | Samuel Groth     | 51  | 4        |
| Žebříček ATP k 29. prosinci 2014; číslo je součtem žebříčkového postavení obou členů páru. |                   |           |                  |     |          |

### Jiné formy účasti
Následující páry obdržely divokou kartu do hlavní soutěže:
- Grigor Dimitrov /  Thanasi Kokkinakis
- James Duckworth /  Marinko Matosevic

## Ženská dvouhra

### Nasazení
| Stát                         | Hráčka                    | WTA | Nasazení |
| ---------------------------- | ------------------------- | --- | -------- |
| Rusko                        | Maria Šarapovová          | 2   | 1        |
| Srbsko                       | Ana Ivanovićová           | 7   | 2        |
| Německo                      | Angelique Kerberová       | 9   | 3        |
| Slovensko                    | Dominika Cibulková        | 11  | 4        |
| Německo                      | Andrea Petkovicová        | 13  | 5        |
| Srbsko                       | Jelena Jankovićová        | 16  | 6        |
| Španělsko                    | Carla Suárezová Navarrová | 17  | 7        |
| Španělsko                    | Garbiñe Muguruzaová       | 20  | 8        |
| Žebříček WTA k 5. lednu 2014 |                           |     |          |

### Jiné formy účasti
Následující hráčky obdržely divokou kartu do hlavní soutěže:
- Jarmila Gajdošová
- Ajla Tomljanovićová

Následující hráčky postoupily z kvalifikace:
- Madison Brengleová
- Darja Gavrilovová
- Jaroslava Švedovová
- Lesja Curenková
  -  Alla Kudrjavcevová – jako šťatná poražená

### Odhlášení
před zahájením turnaje
- Camila Giorgiová (poranění ústní dutiny) → nahradila ji Bethanie Matteková-Sandsová (chráněný žebříček)
- Garbiñe Muguruzaová (poranění hlezna) → nahradila ji Alla Kudrjavcevová

## Ženská čtyřhra

### Nasazení
| Stát                                                                                       | Hráčka                  | Stát          | Hráčka                | WTA | Nasazení |
| ------------------------------------------------------------------------------------------ | ----------------------- | ------------- | --------------------- | --- | -------- |
| Čínská Tchaj-pej                                                                           | Sie Šu-wej              | Indie         | Sania Mirzaová        | 11  | 1        |
| Spojené státy                                                                              | Raquel Kopsová-Jonesová | Spojené státy | Abigail Spearsová     | 24  | 2        |
| Čínská Tchaj-pej                                                                           | Čan Chao-čching         | Česko         | Květa Peschkeová      | 36  | 3        |
| Francie                                                                                    | Caroline Garciaová      | Slovinsko     | Katarina Srebotniková | 36  | 4        |
| Žebříček WTA k 29. prosinci 2014; číslo je součtem žebříčkového postavení obou členek páru |                         |               |                       |     |          |

### Jiné formy účasti
Následující páry obdržely divokou kartu:
- Ana Ivanovićová /  Angelique Kerberová
- Mirjana Lučićová Baroniová /  Lisa Raymondová
- Darja Gavrilovová /  Storm Sandersová

## Přehled finále

### Mužská dvouhra
- Roger Federer vs.  Milos Raonic, 6–4, 6–7(2–7), 6–4.[3]

### Ženská dvouhra
- Maria Šarapovová vs.  Ana Ivanovićová 6–7(4–7), 6–3, 6–3[4]

### Mužská čtyřhra
- Jamie Murray /  John Peers vs.  Alexandr Dolgopolov /  Kei Nišikori, 6–3, 7–6(7–4).[5]

### Ženská čtyřhra
- Martina Hingisová /  Sabine Lisická vs.  Caroline Garciaová /  Katarina Srebotniková, 6–2, 7–5, 6–2, 7–5.[6]